# Cream cheese

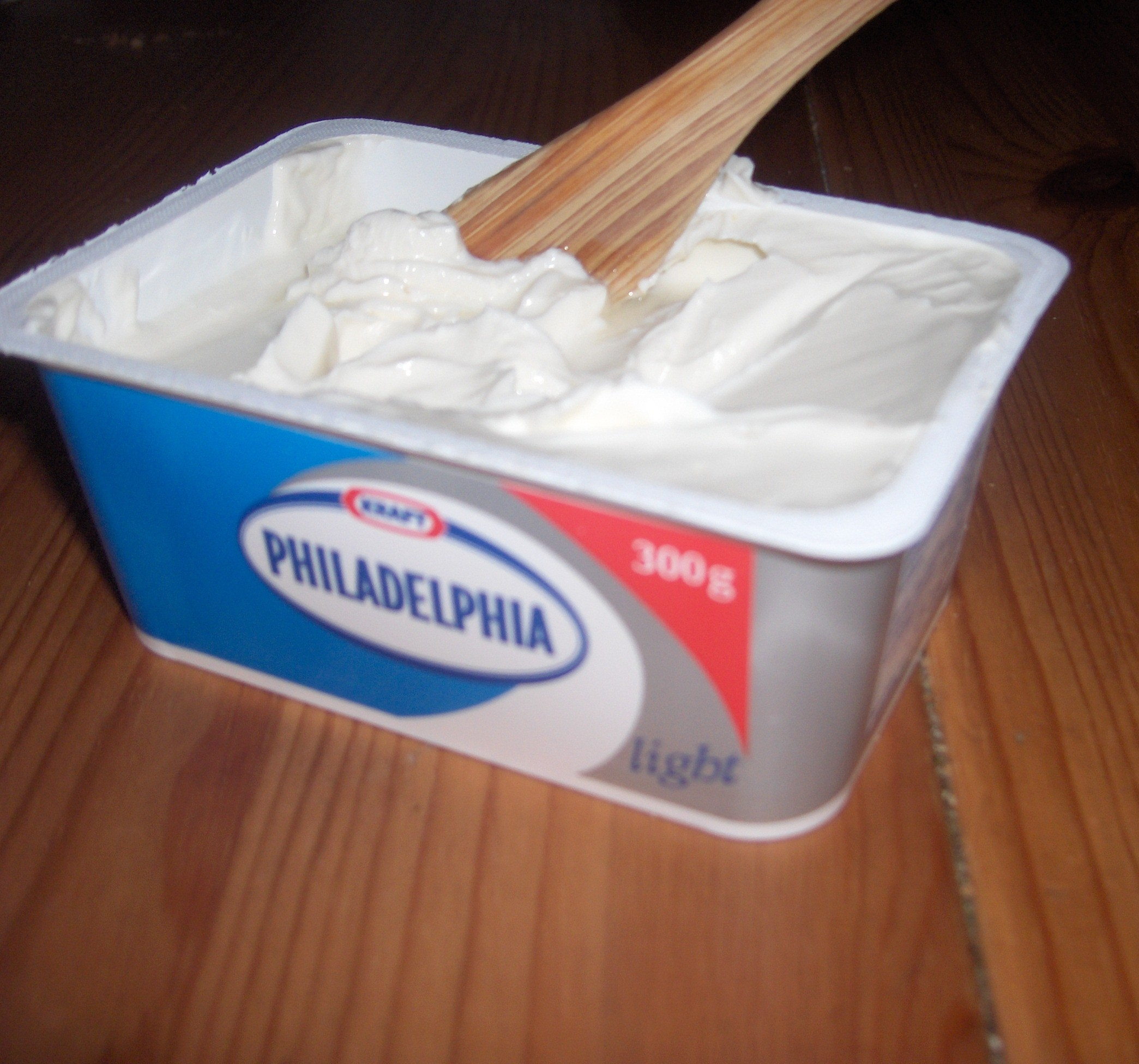
Förpackning med Cream cheese

Cream cheese (uttal: [kri:mtçi:s]) är en söt, mjuk, vit färskost gjord på komjölksgrädde som enligt USA:s jordbruksdepartement skall innehålla minst 33 procent mjölkfett och en fuktgrad på högst 55 procent och ha ett pH-värde mellan 4,4 och 4,9. Ett exempel på cream cheese är philadelphiaost.
Cream cheese mognas inte naturligt och skall förtäras färsk, och skiljer sig därigenom från andra mjuka ostar som brie och neufchâtel. Smak-, konsistens- och tillverkningsmässigt är den mer lik boursin och mascarpone.

## Ursprung
Det finns franska referenser till cream cheese från 1651. Engelska referenser kan spåras till 1754, och recept litet senare, speciellt från grevskapet Lincolnshire och Englands sydöstra delar.
Omkring 1872 började den amerikanske mejerimannen William Lawrence att massproducera cream cheese i Chester i delstaten New York. År 1880 började Philadelphia användas som varunamn efter staden som då ansågs vara ostens hemstad.
Tekniken skall ha använts i Normandie sedan 1850-talet där man producerade ostar med högre fetthalt än den i USA. Philadelphiaost har föreslagits som ett substitut när petit suisse inte finns tillgänglig. Philadelphia används av vissa som synonym till cream cheese.

## Användning

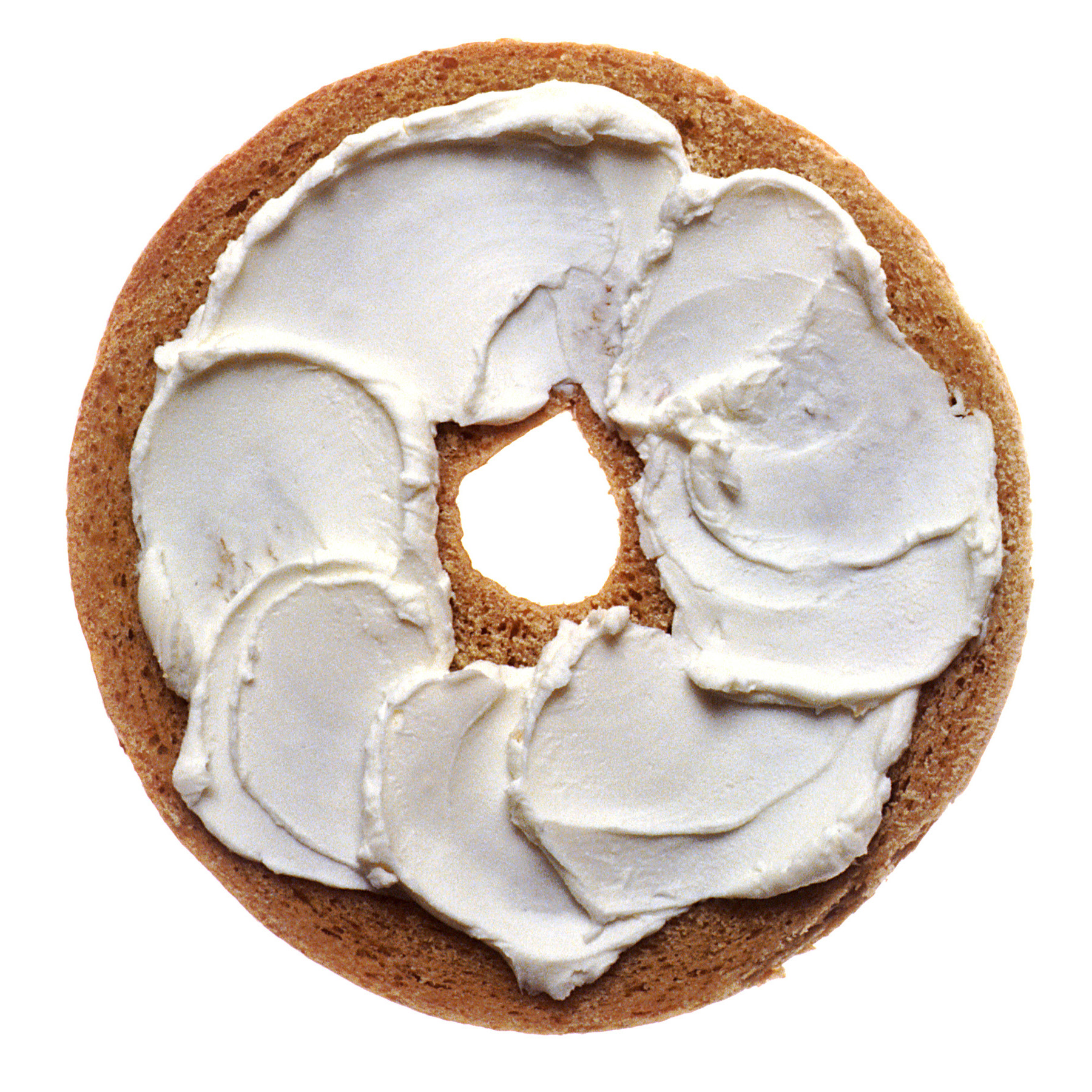
Cream cheese på bagel.

Cream cheese används ofta i mellanmål av olika slag, som pålägg eller grund till pålägg (till bröd, kex, olika slags grönsaker), i cheesecake, sallader och ostsåser, i stället för smör i tårtor eller kakor och för att göra kristyrer till bland annat morotskaka. Det kan även användas i stället för smör eller olivolja i potatismos för att få en krämig smak. Det är huvudingrediensen i maträtten crab rangoon, som är en vanlig förrätt på kinesiska restauranger i USA.

## Tillverkning
Cream cheese är enkelt att göra hemma och många olika metoder och recept kan användas.
Konsekvent, pålitlig och kommersiell tillverkning av  cream cheese är svårare. Normalt har proteinmolekyler i mjölk en negativ ytladdning, vilket håller mjölken flytande. Molekylerna agerar som surfaktanter som skapar miceller runt fettpartiklarna som håller det i emulsion. Mjölksyrabakterier läggs till pastöriserad och homogeniserad mjölk. Under fermenteringen vid cirka 23 °C sjunker mjölkens pH-värde och aminosyror på proteinernas yta börjar förlora laddning och blir neutrala, vilket får fettmicellerna att gå från hydrofiliskt till hydrofobiskt tillstånd och gör att vätskan koagulerar.
Om bakterierna är kvar i mjölken för länge sänks pH-värdet ytterligare och micellerna får en positiv laddning och blandningen blir åter flytande. Alltså bör man döda bakterierna genom att upphetta vätskan till 52–63 °C när ostmassan befinner sig i isoelektrisk punkt, tillståndet där hälften av proteinernas joniseringsbara ytliga aminosyror är positivt laddade och den andra hälften negativt laddade.
Felaktig tidsavpassning av uppvärmningen leder till en dålig eller oanvändbar produkt. Dock kan små förändringar i tidsavpassningen i processen resultera i variationer på smak och konsistens. Dessutom tillsätts stabiliseringsmedel som guarkärnmjöl och fruktkärnmjöl för att förlänga ostens hållbarhet, eftersom man då förhindrar att vatten separerar från den feta osten.